# Edgerton (Wisconsin)
Edgerton é uma cidade localizada no estado norte-americano de Wisconsin, no Condado de Dane e Condado de Rock.

## Demografia
Segundo o censo norte-americano de 2000, a sua população era de 4933 habitantes.
Em 2006, foi estimada uma população de 5194, um aumento de 261 (5.3%).

## Geografia
De acordo com o United States Census Bureau tem uma área de
9,5 km², dos quais 9,5 km² cobertos por terra e 0,0 km² cobertos por água. Edgerton localiza-se a aproximadamente 240 m acima do nível do mar.

## Localidades na vizinhança
O diagrama seguinte representa as localidades num raio de 20 km ao redor de Edgerton.